# Аликер, Андре
Андре Аликер (André Aliker; род. 10 февраля 1894, Ламентин, Мартиника — найден мёртвым 12 января 1934, Кейс-Пилот) — мартиникский журналист и коммунистический активист. Похищение и убийство Аликера послужило детонатором для разворачивания рабочего движения на Мартинике.

## Биография
Андре Аликер родился в районе Рош-Карре, в коммуне Ламантен на Мартинике. Выходец из семьи сельскохозяйственных рабочих, он был братом Пьера Аликера, также ставшего политическим деятелем. Учился в сельской школе. Во время Первой мировой войны пошёл добровольцем; приказ по полку описывает его похвально: «Идеальный образец самоотверженности и мужества. Всегда готов к самым опасным миссиям, во время которых он ведёт своих людей своим стремлением, своим презрением к опасности».
Вернувшись на остров в 1918 году, работал в бакалейной лавке в Фор-де-Франс, на улице Бленак, затем открыл собственный оптовый и полуоптовый бизнес.
Рано став политическим активистом, он вступил в коммунистическую группу Жан Жорес и возглавил профсоюз работников торговли. В то же время он увлёкся журналистикой, рассматривая её как средство осуждения социального положения сельскохозяйственных рабочих. Был главным редактором, корректором и распространителем газеты Justice («Справедливость») — печатного органа Мартиникской коммунистической партии, основанной Жюлем Моннеро. Первый номер газеты датируется 8 мая 1920.

## Дело Обери и убийство
В 1933 году Аликер обнаружил, что Эжен Обери, один из самых могущественных беке (богатых потомков белых колонистов) на острове, находится в центре крупного финансового скандала, в котором сочетаются уклонение от уплаты налогов и коррупция местного магистрата, и осветил этот случай в своей газете. Зять Обери безуспешно пытался подкупить Аликера, а затем последнего избили прямо на площади Саван в Фор-де-Франс 3 ноября 1933 года, когда журналист уходил с циркового представления со своей женой и двумя детьми.
1 января 1934 года Аликера похитили, связали, заткнули рот и бросили в море. Ему удалось выжить благодаря своим навыкам плавания. Он написал своему брату Пьеру, что Эжен Обери назначил цену за его голову. Ему отказывают в ношении оружия для самообороны.
12 января 1934 его снова бросили в море со связанными за спиной руками и пластиной листового металла: Андре был найден мертвым на пляже Фон-Бурле, в городке Кейс-Пилот за месяц до своего 40-летия.
Были арестованы двое эмигрантов из Сент-Люсии, Моффат и Меллон, и мартиникская женщина, подозреваемая в покупке верёвки, но вскоре отпущенная на свободу. 22 января 1936 года двое предполагаемых убийц Аликера были оправданы судом присяжных Жиронды. По сегодня многие мартиникцы продолжают видеть вдохновителя преступления именно в Эжене Обери.
Другой брат убитого, Марсель Аликер, возложив на Обери ответственность за смерть Андре, выстрелил в того из револьвера, но оружие заклинивало. Марсель был оправдан судом присяжных Мартиники под народным давлением.

## Фильм об Аликере
- Аликер, режиссёр Ги Делорье, 2009 г.

## Книга об Аликере
- Château Aubéry, écrit par Georges Eleuthère Mauvois, K.Editions, Fort-de-France, 2008.